# كيرلي أوغدن
كيرلي أوغدن (بالإنجليزية: Curly Ogden)‏ هو لاعب كرة قاعدة أمريكي، ولد في 24 يناير 1901 في Upper Chichester Township, Pennsylvania ‏ في الولايات المتحدة، وتوفي في 6 أغسطس 1964 في أوبلاند في الولايات المتحدة.

## وصلات خارجية
- كيرلي أوغدن على موقع دوري كرة القاعدة الرئيسي (الإنجليزية)
- كيرلي أوغدن على موقعبيزبول رفرنس.كوم (الدوري الرئيسي) (الإنجليزية)
- كيرلي أوغدن على موقعبيزبول رفرنس.كوم (الدوري الثانوي) (الإنجليزية)